# Зовиця
Зови́ця (прасл. *zъly), діал. шва́грова, шва́ґрова, братова́ — термін свояцтва, сестра чоловіка, родичка, яка з'являється у дружини в шлюбі.
Праслов'янське *zъly (род. відм. *zъlъve) вважають спорідненим з лат. glos («зовиця») і грец. γάλως (так само) і виводять з пра-і.є. *g'(e)lōu̯s («чоловікова сестра», «зовиця»). Сучасна українська форма зовиця походить через проміжні форми зоввиця, золвиця від форми знахідного відмінка (прасл. *zъlъvь).
«Зовичі посиденьки» — субота Масляного тижня.